# Colt Navy 1851
El Colt Revolving Belt Pistol of Naval Caliber (Pistola Rotativa de Cinturón Colt de Calibre Naval, en inglés), es decir, de calibre.36, conocido posteriormente como Colt 1851 Navy y también como Colt Navy, es un revólver de percusión que fue diseñado por Samuel Colt entre 1847 y 1850. Colt inicialmente llamó a este revólver Ranger, pero la denominación Navy se impuso rápidamente. Permaneció en producción hasta 1873, cuando los revólveres que empleaban cartuchos metálicos empezaron a usarse ampliamente. La producción total de esta arma sólo fue excedida por los modelos del Colt Pocket desarrollados paralelamente, y sumaron aproximadamente unas 250 000 unidades fabricadas en Estados Unidos, a lo que hay que sumar las 22 000 unidades producidas en la London Armoury.

## Características técnicas
El revólver Colt Navy de 9,14 mm era mucho más ligero que los contemporáneos Colt Dragoon desarrollados a partir de los revólveres Colt Walker de 11 mm (.44) de 1847, los cuales, dado su tamaño y peso, eran generalmente llevados en fundas de silla. Era una versión agrandada del Colt Pocket de 7,87 mm (.31), que había evolucionado del primigenio Baby Dragoon, y, al igual que estos, es un descendiente simplificado y mecánicamente mejorado del revólver Paterson de 1836. Como indicaba su denominación de fábrica, el revólver Navy tenía un tamaño adecuado para portarse en una pistolera de cinturón. Se volvió muy popular en Estados Unidos en el período del avance hacia el oeste. La agresiva publicidad de Colt distribuyó el Navy y sus otros modelos de revólveres a través de Europa, Asia y África. Como muchos otros revólveres de Colt, tiene un tambor de seis recámaras. 
El tambor de este revólver está grabado con una escena de la victoria de la segunda Armada de Tejas en la batalla de Campeche, el 16 de mayo de 1843. La Armada tejana había comprado el primigenio revólver Colt Paterson, pero este fue el primer éxito de Colt en el comercio de armas; el tema naval grabado en el tambor del Colt Navy 1851 fue un gesto de aprecio por parte de Colt. El grabado fue hecho por Waterman Ormsby. A pesar de la denominación "Navy", el revólver fue principalmente comprado por civiles y oficiales del Ejército.
La bala redonda de plomo de 9,14 mm pesaba 80 granos y, con una velocidad de 304,8 m/s (1000 pies/segundo), es comparable al moderno cartucho de pistola 9 x 17 Corto. Las recámaras eran cargadas con pólvora y bala, cartuchos de hoja metálica (inicialmente) y cartuchos de papel combustible (en la Guerra de Secesión); todas estas combinaciones eran detonadas por una cápsula fulminante puesta sobre las chimeneas en la parte posterior de cada recámara.
Los mecanismos de puntería consisten en un punto de mira redondo y una hendidura en la parte superior del martillo, al igual que en la mayoría de revólveres de percusión Colt. A pesar de la relativa tosquedad de los mecanismos de puntería, estos revólveres y sus réplicas modernas por lo general son bastante precisos. 

## Empleo

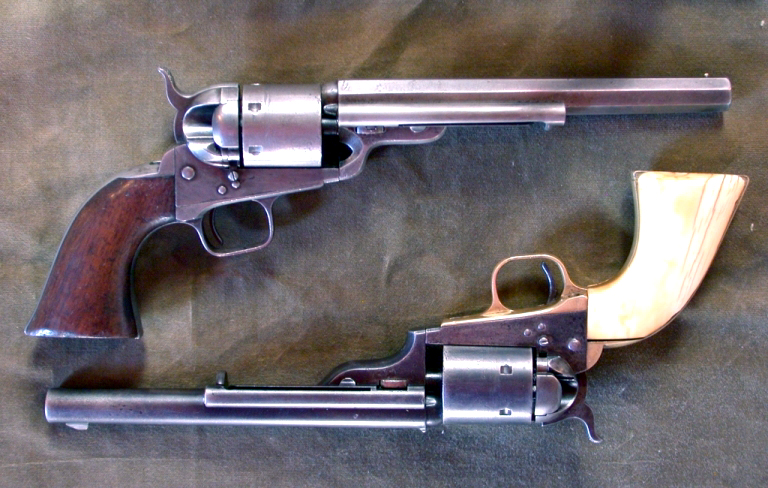
Distintos modelos de Colt Navy 1851.

Conocidos usuarios del Colt Navy 1851 fueron Wild Bill Hickok, John Henry "Doc" Holliday, Richard Francis Burton, Ned Kelly, Bully Hayes, Richard H. Barter, Robert E. Lee, Nathan Bedford Forrest, John O'Neill, Frank Gardiner, los Incursores de Quantrill, John Coffee "Jack" Hays, "Bigfoot" Wallace, Ben McCulloch, Addison Gillespie, John "RIP" Ford, "Sul" Ross y la mayoría de los Texas Rangers antes de la Guerra de Secesión, así como el ficticio Rooster Cogburn. El revólver continuó siendo empleado mucho tiempo después de la introducción de los modernos revólveres con cartuchos metálicos.
Los revólveres Colt Navy 1851 canadienses (fabricados en Londres) llevan estampadas al revés en la cacha de madera las letras U_C (Upper Canada, Alto Canadá en inglés; hoy Ontario, Canadá) o L_C (Lower Canada, Bajo Canadá en inglés; hoy Quebec, Canadá), una letra clave para la unidad y el número del arma en la unidad. Por ejemplo:
U_C

 D

21

Lo cual se descifra como Alto Canadá, D = Tropa de Caballería de Toronto, 21.º revólver.
El Imperio otomano utilizó el Colt Navy 1851 en una fecha tan tardía como la Guerra ruso-turca de 1877-1878, a pesar de ser bastante anticuado en comparación con los revólveres Smith & Wesson Modelo 3 de los rusos.

## Galería

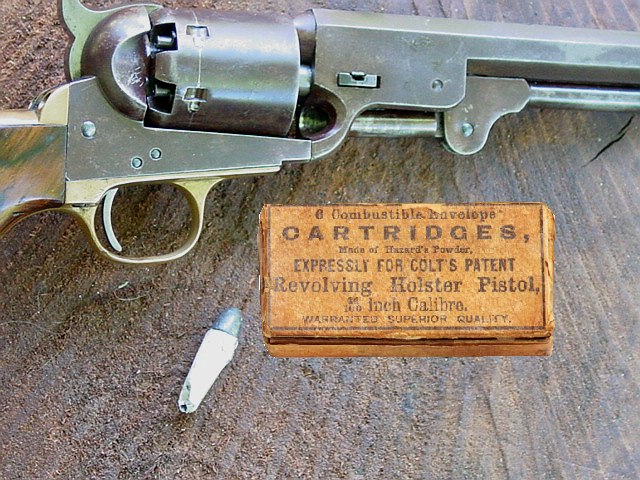
Cartucho de papel combustible y una caja de seis cartuchos.
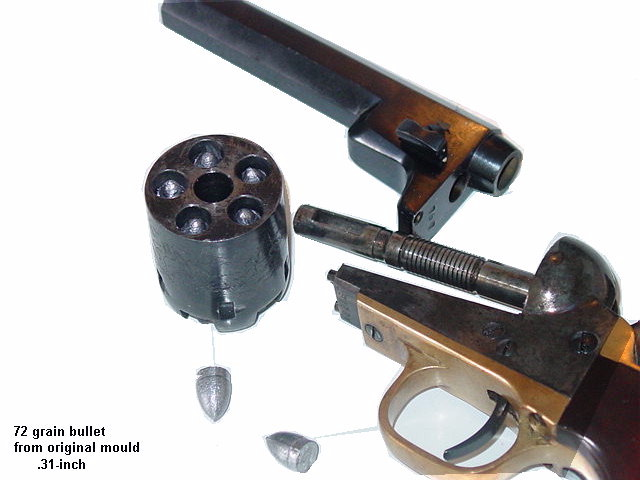
El eje del tambor sirve como baqueta en los modelos sin palanca de carga.
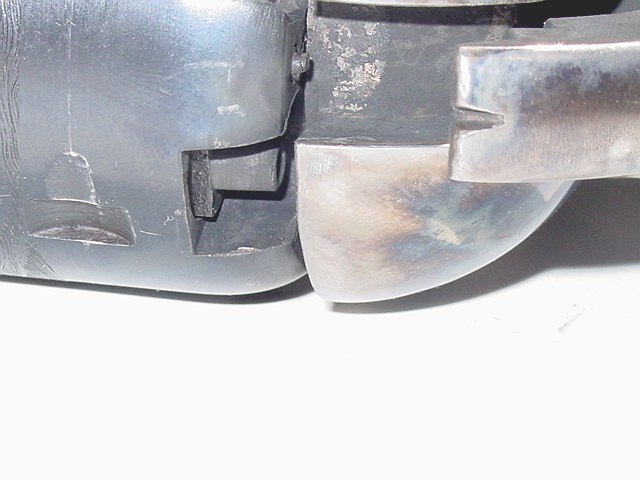
Resalte de seguridad entre las recámaras del tambor.
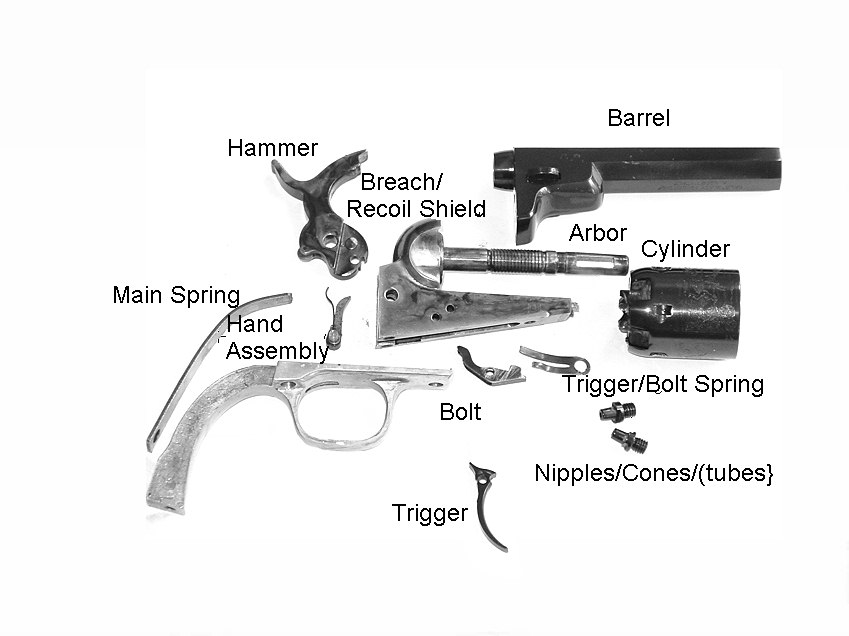
Un Colt Navy 1851 completamente desmontado.
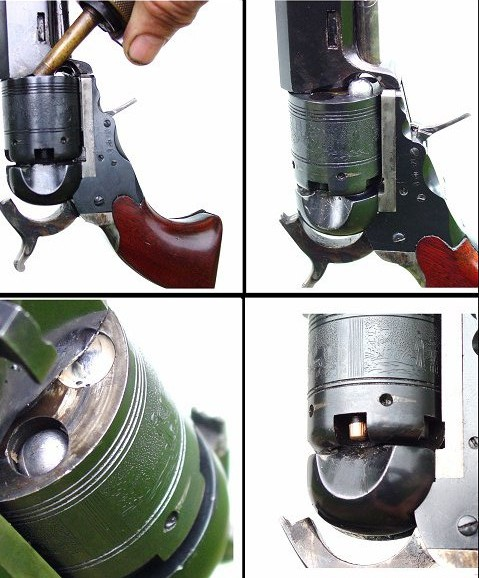
Secuencia de recarga de un revólver de percusión.
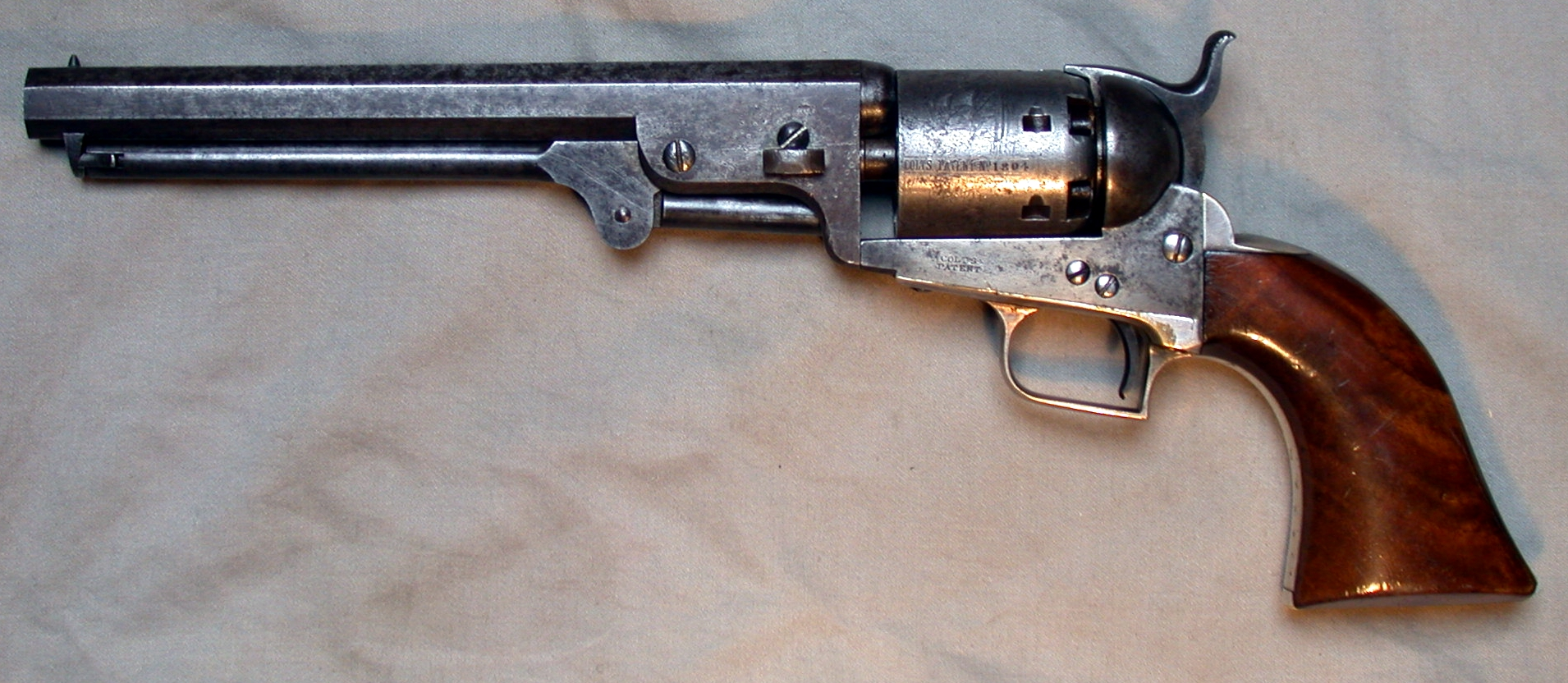
Un primigenio Colt Navy 1851, Segundo Modelo con guardamonte de fondo cuadrado.